# توبياس هايتز
توبياس هايتز (بالألمانية: Tobias Haitz)‏ (12 فبراير 1992 بآخن في ألمانيا - ) هو لاعب كرة قدم ألماني في مركز الدفاع. شارك مع منتخب ألمانيا تحت 19 سنة لكرة القدم. أما مع النوادي، فقد لعب مع إن إي سي نيميخن وباير 04 ليفركوزن ونادي فيكتوريا كولن.

## روابط خارجية
- توبياس هايتز على موقع قاعدة بيانات كرة القدم.إي يو (الإنجليزية)
- توبياس هايتز على موقع Soccerway.com (الإنجليزية)
- توبياس هايتز على موقع عالم كرة القدم.نت (الإنجليزية)